# Oxiaminación de Sharpless
La oxiaminación de Sharpless, también conocida como aminohidroxilación de Sharpless, llamada así en honor del químico estadounidense K. Barry Sharpless, es una reacción química de alquenos con alquil-imido derivados de osmio para formar amino-alcoholes vecinales.  Esta reacción ha sido ampliamente estudiada por el equipo de M. D. McLeod:

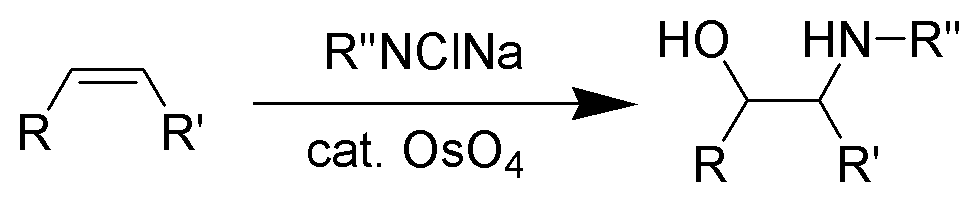
Oxiaminación de Sharpless

Los amino-alcoholes vecinales son importantes precursores en síntesis orgánica y se usan como farmacóforos.